# Сан Бенињо (Кунео)
Сан Бенињо је насеље у Италији у округу Кунео, региону Пијемонт.
Према процени из 2011. у насељу је живело 353 становника. Насеље се налази на надморској висини од 472 м.